# هيدريد المغنيسيوم
هيدريد المغنيسيوم هو مركب كيميائي من الهيدريدات صيغته MgH2، ويوجد على شكل صلب أبيض.

## التحضير
يحضر المركب من تفاعل عنصري المغنيسيوم والهيدروجين عند ضغط ودرجة حرارة مرتفعين، وبوجود يوديد المغنيسيوم الذي يقوم بدور حفاز.
{\displaystyle \mathrm {Mg+H_{2}\longrightarrow \ MgH_{2}} }

## الخواص
يوجد المركب في الشروط القياسية على شكل صلب أبيض، وهو يتفاعل مع الماء عند التماس معه مشكلاً هيدروكسيد المغنيسيوم:
{\displaystyle \mathrm {MgH_{2}+2\ H_{2}O\longrightarrow \ Mg(OH)_{2}+2\ H_{2}} }
عند التعرض لدرجات حرارة تتجاوز 287°س يتفكك هيدريد المغنيسيوم ليعطي الهيدروجين.

## الاستخدامات
تجرى الأبحاث من أجل استخدام هذا المركب في مجال تخزين الطاقة؛ إلا أن درجة الحرارة المرتفعة اللازمة للتفكك تعد عائقاً دون استخدام MgH2 في مجال تخزين الطاقة بشكل كبير.